# Eurovision Dance Contest
Eurovision Dance Contest är en internationell danstävling som hade premiär i London, Storbritannien den 1 september 2007 och visas i Sverige via TV 4. Inspirationen kommer från Eurovision Song Contest och Junior Eurovision Song Contest. Bakom evenemanget står Europeiska radio- och TV-unionen. Olikt Eurovision Song Contest är det inte nödvändigtvis vinnarlandet som står som värd för tävlingen året efter.
I Sverige utses representanterna i Let's Dance på våren innan tävlingen. 

## Tävlingar

### 2007
År 2007 hölls den första tävlingen någonsin i London. Varje par hade 1 minut och 30 sekunder på sig i var av de två danserna. Professionella danspar fick delta i tävlingen och ett av dem som representerade Finland vann. 100% av rösterna var tittarröster. 

### 2008
Inför Eurovision Dance Contest 2008 i Glasgow infördes en del förändringar. Varje danspar skulle bestå av en professionell dansare och en kändis. Nu dansade man också bara en dans, denna varade i 2 minuter. En jury introducerades i tävlingen som hade 20% av makten. Resten av makten låg kvar hos tittarna. 

### 2009
2009 års tävling skulle ha hållits i Azerbajdzjan, men på grund av att antalet deltagande länder blev under det krävda antalet så sköts tävlingen upp ett år av EBU. Till 2010 skulle man försöka göra ett mer lockande koncept.

### 2010
Eurovision Dance Contest 2010 har skjutits på framtiden och kommer inte att hållas i Baku, Azerbajdzjan 2010.

## Vinnare/arrangemang
| År   | Hölls i                 | Programledare                                                  | Vinnare                                                        | Vinnande danspar                                               | Poäng                                                          | Marginal                                                       | Andraplats                                                     | Datum                                                          |
| ---- | ----------------------- | -------------------------------------------------------------- | -------------------------------------------------------------- | -------------------------------------------------------------- | -------------------------------------------------------------- | -------------------------------------------------------------- | -------------------------------------------------------------- | -------------------------------------------------------------- |
| 2007 | London, Storbritannien  | Graham Norton och Claudia Winkleman                            | Finland                                                        | Jussi Väänänen och Katja Koukkula                              | 132                                                            | 11                                                             | Ukraina                                                        | 1 september 2007                                               |
| 2008 | Glasgow, Storbritannien | Graham Norton och Claudia Winkleman                            | Polen                                                          | Edyta Herbuś och Marcin Mroczek                                | 154                                                            | 33                                                             | Ryssland                                                       | 6 september 2008                                               |
| 2010 | Baku, Azerbajdzjan      | Tävlingen sköts upp från 2009 till 2010 och ställdes sedan in. | Tävlingen sköts upp från 2009 till 2010 och ställdes sedan in. | Tävlingen sköts upp från 2009 till 2010 och ställdes sedan in. | Tävlingen sköts upp från 2009 till 2010 och ställdes sedan in. | Tävlingen sköts upp från 2009 till 2010 och ställdes sedan in. | Tävlingen sköts upp från 2009 till 2010 och ställdes sedan in. | Tävlingen sköts upp från 2009 till 2010 och ställdes sedan in. |

### Fotnoter
1. ↑  hämtat från: hebreiskspråkiga Wikipedia.[källa från Wikidata]
2. ↑  http://news.bbc.co.uk/1/hi/entertainment/6552075.stm
3. ↑  ”3rd Eurovision Dance Contest postponed to 2010” (på engelska). Arkiverad från originalet den 30 maj 2009. https://web.archive.org/web/20090530181852/http://www.eurovisiondance.tv/page/news?id=2913&_t=3rd+Eurovision+Dance+Contest+postponed+to+2010. Läst 29 maj 2009.